# Tsuyoshi Kitazawa
Tsuyoshi Kitazawa (jap. 北沢豪 Kitazawa Tsuyoshi; ur. 10 sierpnia 1968 w Machidzie) – japoński piłkarz, reprezentant kraju grający na pozycji pomocnika.

## Kariera klubowa
Tsuyoshi Kitazawa zawodową karierę piłkarską rozpoczął w 1987 roku w klubie Honda F.C. Drugi i ostatnim klubem w jego karierze było Verdy Kawasaki. Z Verdy Kawasaki czterokrotnie zdobył mistrzostwo Japonii w 1991, 1992, 1993 i 1994 oraz Puchar Cesarza w 1996 roku. W klubie z Kawasaki rozegrał 265 meczów, w których strzelił 41 bramek.

## Kariera reprezentacyjna
Kitazawa występował w reprezentacji Japonii w latach 1991–1996. W 1992 uczestniczył w Pucharze Azji, który zakończył się zwycięstwem Japonii. Na turnieju rozgrywanym w Japonii wystąpił we wszystkich pięciu meczach z ZEA, Koreą Północną, Iranem, Chinami (bramka) oraz w finale z Arabią Saudyjską.
W 1993 uczestniczył w eliminacjach Mistrzostw Świata 1994. W 1995 roku uczestniczył w drugiej edycji Pucharu Konfederacji. Na turnieju w Arabii Saudyjskiej wystąpił w obu przegranych meczach grupowych z Nigerią i Argentyną. W 1997 uczestniczył w eliminacjach Mistrzostw Świata 1998. W sumie w reprezentacji wystąpił w 58 spotkaniach, w których strzelił 3 bramki.

## Statystyki
| Reprezentacja Japonii | Reprezentacja Japonii | Reprezentacja Japonii |
| Rok                   | Mecze                 | Gole                  |
| --------------------- | --------------------- | --------------------- |
| 1991                  | 2                     | 0                     |
| 1992                  | 11                    | 1                     |
| 1993                  | 4                     | 0                     |
| 1994                  | 7                     | 1                     |
| 1995                  | 14                    | 1                     |
| 1996                  | 5                     | 0                     |
| 1997                  | 11                    | 0                     |
| 1998                  | 3                     | 0                     |
| 1999                  | 1                     | 0                     |
| Razem                 | 58                    | 3                     |